# Mary-Kate and Ashley in Action
Mary-Kate e Ashley em Ação! é uma série televisiva animada norte-americana tendo com elenco principal as gêmeas Ashley e Mary-Kate Olsen, artistas reconhecidas na televisão norte e sul-americana. Nesse filme, elas são transportadas ao mundo dos desenhos animados, onde participam de atividades diversas como detetives.

## Elenco
O elenco principal é formado pelas protagonistas Mary-Kate Olsen e Ashley Olsen acompanhadas de Brendan Beiser, Terry Chen e Jason Connery.

## Exibição internacional

### Angola e Moçambique
- Cartoon Network

### Brasil
- Fox Kids

### Portugal
- Canal Panda